# Bełkotanie
Bełkotanie – ciężka postać dyslalii polegająca na niemożności prawidłowego wymawiania dźwięków. Do bełkotania zalicza się reranie (nieprawidłowe wymawianie głoski „r” np.: rower = lowel); seplenienie i szeplenienie (nieprawidłowe wymawianie głosek „s” i „sz” np.: stacja = sztacja, poszła = posła); zniekształceniom może ulegać wymowa innych głosek np.: „k”, „l”, „p” i in.
Przyczyny bełkotania mogą być różne:
- niedosłuch,
- nieprawidłowa budowa jamy ustnej lub krtani,
- braki w uzębieniu,
- uszkodzenie układu nerwowego (dróg nerwowych lub ośrodka korowego analizatora słuchowego).

Dziecko, które bełkocze pod koniec wieku przedszkolnego, powinno być zbadane przez logopedę, który ustali przyczynę bełkotania i udzieli wskazówek co do dalszego postępowania.